# Мухино (Кировская область)
Мухино — село в Зуевском районе Кировской области. Административный центр Мухинского сельского поселения.

## География
Село расположено в 31 километре от районного центра в довольно ровной безлесной местности на левом берегу реки Коса. Рядом, на берегу реки Старица находится деревня Мухачи (в настоящее время это улица Дзержинского села Мухино).

## История
Первые сведения о селе относятся к 1683 году, когда жители окрестных деревень ходатайствовали о построении церкви. Второе упоминание относится к 1687 году, когда архиепископ Иона разрешил построить теплую церковь в деревне Касаткинская. Каменная Благовещенская церковь была построена в 1684 году. Мухино стало центром прихода к которому относилось 43 населённых пункта. В настоящее время принято решение о строительстве в Мухино нового храма, на углу улиц Дзержинского и Советской. Открыта церковь в здании бывших школьных мастерских.
До революции село было небольшое, состояло из трёх десятков крестьянских дворов. Однако в селе находилось волостное правление, имелись медпункт министерская смешанная двухклассная, открытая в 1894 году и одноклассная женская церковно-приходская школы. Жители занимались земледелием. Так как большинство крестьян были малоземельными, то село было бедное, дома были маленькие, ветхие, крытые соломой. На ярмарках крестьяне из села торговали лошадьми, гончарной посудой, деревянными изделиями, галантереей, куделью, шерстью.
После Октябрьской революции в селе появился волостной исполком, военный комиссариат, пятиклассная школа. В 1931 году школа стала семиклассной, а в 1938 году — средней. Из деревни Мухачи в Мухино была переведена библиотека, открыт народный дом. В 1927 году в деревни Мухачи был организован колхоз «Искра».
В 1941 году Мухино приняло эвакуированных ленинградских детей.
В 1944 году из частей Зуевского и Богородского районов был образован Мухинский район. Мухино стало районным центром. На 1 января 1950 года в районе было 16 сельсоветов, 193 сельских населенных пункта. В 1955 году район был упразднен, а его территория вошла в состав Зуевского района.
В 1959 году все колхозы на территории Мухинского сельсовета были объединены в колхоз им. Дзержинского. Председателем колхоза стал  А.Х. Кормщиков (впоследствии — Герой Социалистического Труда).
После 1991 года колхоз был реформирован в агрофирму «Мухино». На данный момент (2013 г.) ООО "Агрофирма"Мухино" является подразделением Кировского молочного комбината.

## Население
| 1710  | 1763  | 1873  | 1891 | 1905 | 1926 | 1950 |
| ----- | ----- | ----- | ---- | ---- | ---- | ---- |
| 25    | ↗37   | ↗71   | ↘63  | ↗124 | ↗138 | ↗629 |
| 1989  | 2002  | 2010  |      |      |      |      |
| ↗1838 | ↘1618 | ↘1492 |      |      |      |      |

Село Мухино является крупнейшим сельским населённым пунктом Зуевского района. Численность населения постоянно сокращается, как и во всей Кировской области.

## Инфраструктура
В селе имеется: средняя школа, детский сад, отделение врача общей практики, отделение Сбербанка, банкомат"Россельхозбанка", почтовое отделение, участок электросвязи, магазины, дом культуры, библиотека и спортивно-оздоровительный комплекс.

## Достопримечательности
В селе расположен памятник местного значения — памятник солдатам, погибшим в Великую Отечественную войну.